# Osówka (dopływ Odry)
Osówka (niem. Mühlenbach, Klingende Beeke, Klingebeke także pol. Młynówka) – struga w Szczecinie o długości 12,5 km. 
Źródła Osówki znajdują się na wysokości 108 m n.p.m. na południowym stoku Lisiej Góry (niem. Klingeberge), na Wzgórzach Warszewskich, na obszarze zespołu przyrodniczo-krajobrazowego "Dolina Siedmiu Młynów i źródła strumienia Osówka", w dzielnicy Osów, od której potok nosi swą współczesną polską nazwę.  
Początkowo płynie w kierunku zachodnim przez Dolinę Siedmiu Młynów w Lesie Arkońskim i przyjmuje tu prawostronne dopływy Bystry Potok i Jasmundzką Strugę. Od XIII wieku wykorzystywana była do nawadniania stawów młyńskich, których w tej dolinie w XVI wieku istniało siedem. Były to (patrząc w kierunku płynięcia cieku): Wyszyna (Obermühle), Łomot (Micheln Vamhagensmüle, Hagenmühle, potocznie Klappmühle), Nagórnik (Bergmohr, Strohmühle później Bergmühle), Zacisze (Stadtmüle Madgebrhe, Mutgebermühle), Uroczysko (Radsmüle Popliumhe, Papillonsmühle później Schmetterlingsmühle), Ustronie (Sauersackmühle później Kaisermühle) z jedynym zachowanym do dziś budynkiem młyna i nieistniejący współcześnie Zazulin (Stad müle Kükük, Kuckuksmühle). Fakt ten znalazł odbicie w niemieckiej nazwie potoku (Mühlenbach), która w dosłownym tłumaczeniu oznacza młyński potok. W dolinie, częściowo wzdłuż Osówki, wytyczony został Polsko-Niemiecki Szlak Turystyczny "Siedem Młynów – Gubałówka". 
Po opuszczeniu Doliny Siedmiu Młynów potok skręca na południowy wschód płynąc przez Zespół Parków Kasprowicza-Arkoński omija jezioro Głębokie i zasila w wodę Staw Wędkarski, Jezioro Goplany, Arkonkę i Syrenie Stawy. Poniżej Syrenich Stawów, utrzymując kierunek południowo-wschodni, na obszarze założonego w 1926 ogrodu botanicznego i na odcinku w tym samym okresie zakrytego koryta, przyjmuje z lewej strony – także skanalizowany i zakryty od stawu przy pl. Matki Polki płynący pod ul. Bułgarską  – Warszewiec.  Na północno-zachodnim krańcu Doliny Niemierzyńskiej u zbiegu obecnych ulic Zaleskiego (Friedrichshofer Weg), Pawła VI (d. Akademicka) i Słowackiego (Mühlenstr.) na Łęknie (Westend) znajdował się kolejny młyn wodny napędzany wodami Osówki – Młyn Lübschego (Lübsche Mühle). Na jego miejscu znajdują się budynki d. Akademii Rolniczej. W tym czasie istniał także jego współcześnie niezachowany staw (Mühlen Teich); obecnie teren erygowanego w 1981 seminarium.  
Płynąca nadal podziemnym kanałem Osówka za ul. Zaleskiego wpływa na obszar Parku Kasprowicza (Quistorpsche Obst-Anlagen), gdzie powstał na niej staw Młyna Słodowego (Malz-Mühle; na jego fundamentach stoi budynek hotelu Grand Park)  – obecna Rusałka (Westendsee).    
Poniżej Rusałki, na terenie Parku Kasprowicza oraz na obszarze zabudowy miejskiej, aż do ujścia płynie zakrytym kanałem powstałym na przełomie XIX i XX wieku noszącym wówczas nazwę Mühlenbachkanal. Początek podziemnego kanału znajduje się przy ul. Słowackiego pod mostkiem nad Rusałką. Dalej płynie pod kamienicami przy ul. Wyzwolenia, pod rondem Giedroycia, targowiskiem Manhattan, garażami przy ul. Ofiar Oświęcimia i ul. 1 Maja. Uchodzi do Odry na terenie byłej Stoczni Szczecińskiej im. Adolfa Warskiego. 